# Montevarchi Calcio Aquila 1902 1993-1994
Questa voce raccoglie le informazioni riguardanti il Montevarchi Calcio Aquila 1902 nelle competizioni ufficiali della stagione 1993-1994.

## Rosa
| N. |                   | Ruolo | Calciatore            |
| -- | ----------------- | ----- | --------------------- |
|    | Italia (bandiera) | A     | David Baglioni        |
|    | Italia (bandiera) | D     | Rudy Banelli          |
|    | Italia (bandiera) | C     | Luca Berni            |
|    | Italia (bandiera) | D     | Fabrizio Bianchi      |
|    | Italia (bandiera) | A     | Alessandro Broccucci  |
|    | Italia (bandiera) | C     | Emiliano Carresi      |
|    | Italia (bandiera) | P     | Andrea Ceccotti       |
|    | Italia (bandiera) | C     | Alessio Di Mella      |
|    | Italia (bandiera) | A     | Salvatore Fusci       |
|    | Italia (bandiera) | C     | Corrado Giannini (II) |
|    | Italia (bandiera) | D     | Matteo Matteazzi      |
|    | Italia (bandiera) | C     | Massimiano Menchetti  |
|    | Italia (bandiera) | C     | Carlo Milazzo         |

| N. |                   | Ruolo | Calciatore          |
| -- | ----------------- | ----- | ------------------- |
|    | Italia (bandiera) | D     | Alberto Morbidelli  |
|    | Italia (bandiera) | A     | Alessandro Muoio    |
|    | Italia (bandiera) | C     | Paolo Ponzo         |
|    | Italia (bandiera) | D     | Alessandro Pozzi    |
|    | Italia (bandiera) | C     | Federico Rossi      |
|    | Italia (bandiera) | D     | Giuseppe Scattini   |
|    | Italia (bandiera) | D     | Marco Sereni        |
|    | Italia (bandiera) | A     | Giuseppe Signorotti |
|    | Italia (bandiera) | P     | Cristian Tosti      |
|    | Italia (bandiera) | D     | Marzio Venturini    |
|    | Italia (bandiera) | C     | Massimiliano Vitali |
|    | Italia (bandiera) | C     | Matteo Zito         |